# Ardwick Association Football Club 1892-1893
Questa pagina raccoglie i dati riguardanti l'Ardwick Association Football Club nelle competizioni ufficiali della stagione 1892-1893.

## Stagione
La stagione 1892-1893 è stata la seconda per l'Ardwick A.F.C nei campionati calcio. A seguito della fusione tra Football Alliance e Football League, la squadra è stata assegnata alla nuova Second Division nella stagione inaugurale del calcio a due livelli in Inghilterra. La stagione ha segnato anche l'inizio dei 100 anni esatti trascorsi in Football League prima di lasciarla nel 1992 in luogo della Premier League della quale è stata cofondatrice.

## Maglie
| Manica sinistra · Maglietta · Maglietta · Manica destra · Pantaloncini · Calzettoni |
|                                                                                     |

## Rosa
| N. |                           | Ruolo | Calciatore      |
| -- | ------------------------- | ----- | --------------- |
|    | Scozia (bandiera)         | P     | William Douglas |
|    | non conosciuta (bandiera) | P     | Harry Stones    |
|    | Canada (bandiera)         | D     | Walter Bowman   |
|    | Inghilterra (bandiera)    | C     | Jimmy Yates     |
|    | Scozia (bandiera)         | A     | Jack Angus      |
|    | Scozia (bandiera)         | A     | Adam Carson     |
|    | Scozia (bandiera)         | A     | William Lambie  |
|    | Scozia (bandiera)         | A     | Bob Milarvie    |
|    | Galles (bandiera)         | A     | Hugh Morris     |
|    | Inghilterra (bandiera)    | A     | Wilmot Turner   |
|    | Inghilterra (bandiera)    | A     | David Weir      |
|    | non conosciuta (bandiera) |       | Harry Angus     |

| N. |                           | Ruolo | Calciatore      |  |
| -- | ------------------------- | ----- | --------------- |  |
|    | non conosciuta (bandiera) |       | George Armitt   |  |
|    | non conosciuta (bandiera) |       | Joe Davies      |  |
|    | non conosciuta (bandiera) |       | Tom Forrester   |  |
|    | non conosciuta (bandiera) |       | William Hopkins |  |
|    | non conosciuta (bandiera) |       | John McVickers  |  |
|    | non conosciuta (bandiera) |       | Harry Middleton |  |
|    | non conosciuta (bandiera) |       | John Milne      |  |
|    | non conosciuta (bandiera) |       | Felix Mooney    |  |
|    | non conosciuta (bandiera) |       | David Robson    |  |
|    | non conosciuta (bandiera) |       | Davie Russell   |  |
|    | non conosciuta (bandiera) |       | Fred Steele     |  |
|    | non conosciuta (bandiera) |       | Danny Whittle   |  |

## Risultati

### Second Division
| Manchester 3 settembre 1892                                        | Ardwick   | 7 – 0 | Bootle | Hyde Road (4.000 spett.) |
| \| \| \| \| \| Morris , Davies , , Weir Angus \| Marcatori \| ? \| |           |       |        |                          |
|                                                                    |           |       |        |                          |
| Morris , Davies , Weir Angus                                       | Marcatori | ?     |        |                          |

| Northwich 10 settembre 1892                       | Northwich Victoria | 0 – 3           | Ardwick | The Drill Field (3.000 spett.) |
| \| \| \| \| \| \| Marcatori \| , Russel Morris \| |                    |                 |         |                                |
|                                                   |                    |                 |         |                                |
|                                                   | Marcatori          | , Russel Morris |         |                                |

| Manchester 12 settembre 1892                 | Ardwick   | 2 – 0 | Burslem Port Vale | Hyde Road (2.000 spett.) |
| \| \| \| \| \| Angus Weir \| Marcatori \| \| |           |       |                   |                          |
|                                              |           |       |                   |                          |
| Angus Weir                                   | Marcatori |       |                   |                          |

| Walsall 17 settembre 1892                                 | Walsall Town Swifts | 2 – 4                 | Ardwick | Chuckery Sports Ground (3.000 spett.) |
| \| \| \| \| \| ? \| Marcatori \| , Davies Angus Lambie \| |                     |                       |         |                                       |
|                                                           |                     |                       |         |                                       |
| ?                                                         | Marcatori           | , Davies Angus Lambie |         |                                       |

| Manchester 24 settembre 1892                  | Ardwick   | 1 – 1 | Northwich Victoria | Hyde Road (2.000 spett.) |
| \| \| \| \| \| Middleton \| Marcatori \| ? \| |           |       |                    |                          |
|                                               |           |       |                    |                          |
| Middleton                                     | Marcatori | ?     |                    |                          |

| Manchester 1º ottobre 1892                    | Ardwick   | 2 – 0 | Walsall Town Swifts | Hyde Road (4.000 spett.) |
| \| \| \| \| \| Davies Weir \| Marcatori \| \| |           |       |                     |                          |
|                                               |           |       |                     |                          |
| Davies Weir                                   | Marcatori |       |                     |                          |

| Darwen 1º ottobre 1892                     | Darwen    | 3 – 1  | Ardwick | Barley Bank (5.000 spett.) |
| \| \| \| \| \| ? \| Marcatori \| Davies \| |           |        |         |                            |
|                                            |           |        |         |                            |
| ?                                          | Marcatori | Davies |         |                            |

| Burslem 10 ottobre 1892                    | Burslem Port Vale | 1 – 2  | Ardwick | Athletic Ground (1.000 spett.) |
| \| \| \| \| \| ? \| Marcatori \| , Weir \| |                   |        |         |                                |
|                                            |                   |        |         |                                |
| ?                                          | Marcatori         | , Weir |         |                                |

| Manchester 22 ottobre 1892                      | Ardwick   | 2 – 2 | Small Heath | Hyde Road (6.000 spett.) |
| \| \| \| \| \| Weir Morris \| Marcatori \| ? \| |           |       |             |                          |
|                                                 |           |       |             |                          |
| Weir Morris                                     | Marcatori | ?     |             |                          |

| Grimsby 5 novembre 1892             | Grimsby Town | 2 – 0 | Ardwick | Abbey Park (2.000 spett.) |
| \| \| \| \| \| ? \| Marcatori \| \| |              |       |         |                           |
|                                     |              |       |         |                           |
| ?                                   | Marcatori    |       |         |                           |

| Manchester 26 novembre 1892                 | Ardwick   | 1 – 1 | Burton Swifts | Hyde Road (3.000 spett.) |
| \| \| \| \| \| Russell \| Marcatori \| ? \| |           |       |               |                          |
|                                             |           |       |               |                          |
| Russell                                     | Marcatori | ?     |               |                          |

| Manchester 17 dicembre 1892                                | Ardwick   | 4 – 2 | Darwen | Hyde Road (6.000 spett.) |
| \| \| \| \| \| Weir , Mooney Milarvie \| Marcatori \| ? \| |           |       |        |                          |
|                                                            |           |       |        |                          |
| Weir , Mooney Milarvie                                     | Marcatori | ?     |        |                          |

| Lincoln 24 dicembre 1892                      | Lincoln City | 2 – 1     | Ardwick | John O'Gaunts (1.000 spett.) |
| \| \| \| \| \| ? \| Marcatori \| Forrester \| |              |           |         |                              |
|                                               |              |           |         |                              |
| ?                                             | Marcatori    | Forrester |         |                              |

| Burton upon Trent 26 novembre 1892  | Burton Swifts | 2 – 0 | Ardwick | Peel Croft (1.000 spett.) |
| \| \| \| \| \| ? \| Marcatori \| \| |               |       |         |                           |
|                                     |               |       |         |                           |
| ?                                   | Marcatori     |       |         |                           |

| Bootle 21 gennaio 1893                                 | Bootle    | 5 – 3              | Ardwick | Hawthorne Road (800 spett.) |
| \| \| \| \| \| ? \| Marcatori \| , Mooney Middleton \| |           |                    |         |                             |
|                                                        |           |                    |         |                             |
| ?                                                      | Marcatori | , Mooney Middleton |         |                             |

| Manchester 30 gennaio 1893          | Ardwick   | 0 – 3 | Grimsby Town | Hyde Road (1.000 spett.) |
| \| \| \| \| \| \| Marcatori \| ? \| |           |       |              |                          |
|                                     |           |       |              |                          |
|                                     | Marcatori | ?     |              |                          |

| Crewe 14 febbraio 1893                    | Crewe Alexandra | 4 – 1 | Ardwick | Nantwich Road (1.000 spett.) |
| \| \| \| \| \| ? \| Marcatori \| Yates \| |                 |       |         |                              |
|                                           |                 |       |         |                              |
| ?                                         | Marcatori       | Yates |         |                              |

| Manchester 18 febbraio 1893                             | Ardwick   | 3 – 1 | Crewe Alexandra | Hyde Road (3.000 spett.) |
| \| \| \| \| \| Yates Bowman Milarvie \| Marcatori \| \| |           |       |                 |                          |
|                                                         |           |       |                 |                          |
| Yates Bowman Milarvie                                   | Marcatori |       |                 |                          |

| Manchester 4 marzo 1893                            | Ardwick   | 2 – 3 | Sheffield United | Hyde Road (2.000 spett.) |
| \| \| \| \| \| Whittle Bowman \| Marcatori \| ? \| |           |       |                  |                          |
|                                                    |           |       |                  |                          |
| Whittle Bowman                                     | Marcatori | ?     |                  |                          |

| Sheffield 25 marzo 1893                   | Sheffield United | 2 – 1 | Ardwick | Bramall Lane (700 spett.) |
| \| \| \| \| \| ? \| Marcatori \| Yates \| |                  |       |         |                           |
|                                           |                  |       |         |                           |
| ?                                         | Marcatori        | Yates |         |                           |

| Birmingham 1º aprile 1893                        | Small Heath | 2 – 3        | Ardwick | Muntz Street (800 spett.) |
| \| \| \| \| \| ? \| Marcatori \| Yates Carson \| |             |              |         |                           |
|                                                  |             |              |         |                           |
| ?                                                | Marcatori   | Yates Carson |         |                           |

| Manchester 17 aprile 1893                               | Ardwick   | 3 – 1 | Lincoln City | Hyde Road (2.000 spett.) |
| \| \| \| \| \| Yates Mooney Morris \| Marcatori \| ? \| |           |       |              |                          |
|                                                         |           |       |              |                          |
| Yates Mooney Morris                                     | Marcatori | ?     |              |                          |

### FA Cup

#### Turno preliminare
| Fleetwood 22 settembre 1892                  | Fleetwood Rangers | 1 – 1    | Ardwick | North Church Street (600 spett.) |
| \| \| \| \| \| ? \| Marcatori \| Milarvie \| |                   |          |         |                                  |
|                                              |                   |          |         |                                  |
| ?                                            | Marcatori         | Milarvie |         |                                  |

Replay
| Manchester 5 ottobre 1892           | Ardwick   | 0 – 2 | Fleetwood Rangers | Hyde Road (2.000 spett.) |
| \| \| \| \| \| \| Marcatori \| ? \| |           |       |                   |                          |
|                                     |           |       |                   |                          |
|                                     | Marcatori | ?     |                   |                          |

## Statistiche

### Statistiche di squadra
| Competizione    | Punti | In casa | In casa | In casa | In casa | In casa | In casa | In trasferta | In trasferta | In trasferta | In trasferta | In trasferta | In trasferta | Totale | Totale | Totale | Totale | Totale | Totale | DR |
| Competizione    | Punti | G       | V       | N       | P       | Gf      | Gs      | G            | V            | N            | P            | Gf           | Gs           | G      | V      | N      | P      | Gf     | Gs     | DR |
| --------------- | ----- | ------- | ------- | ------- | ------- | ------- | ------- | ------------ | ------------ | ------------ | ------------ | ------------ | ------------ | ------ | ------ | ------ | ------ | ------ | ------ | -- |
| Second Division | 20    | 11      | 6       | 3       | 2       | 27      | 14      | 11           | 3            | 0            | 8            | 18           | 26           | 22     | 9      | 3      | 10     | 45     | 40     | +5 |
| FA Cup          | -     | 1       | 0       | 0       | 1       | 0       | 2       | 1            | 0            | 1            | 0            | 1            | 1            | 2      | 0      | 1      | 1      | 1      | 3      | -2 |
| Totale          | -     | 12      | 6       | 3       | 3       | 27      | 16      | 12           | 4            | 1            | 8            | 19           | 27           | 24     | 9      | 4      | 11     | 46     | 43     | +3 |